# روبن كاريل سانادي
روبن كاريل سانادي (بالإندونيسية: Ruben Karel Sanadi)‏ (8 يناير 1987 بجزيرة بياك في إندونيسيا - ) هو لاعب كرة قدم إندونيسي في مركز الدفاع. شارك مع منتخب إندونيسيا تحت 23 سنة لكرة القدم ومنتخب إندونيسيا لكرة القدم. أما مع النوادي، فقد لعب مع برسيبورا جايابورا وبي إس إم إس ميدان ومادورا يونايتد وPersikota Tangerang ‏ وPersigubin Bintang Mountains ‏ وPersipasi Bekasi ‏.

## روابط خارجية
- روبن كاريل سانادي على موقع قاعدة بيانات كرة القدم.إي يو (الإنجليزية)
- روبن كاريل سانادي على موقع ناشيونال فوتبول تيمز (الإنجليزية)
- روبن كاريل سانادي على موقع Soccerway.com (الإنجليزية)